# Concepts in Magnetic Resonance Part A
Concepts in Magnetic Resonance: Part A, Bridging education and research is een internationaal, aan collegiale toetsing onderworpen wetenschappelijk tijdschrift op het gebied van de fysische chemie.
De naam wordt in literatuurverwijzingen meestal afgekort tot Concepts Magn. Reson. A
Het wordt uitgegeven door Wiley-Blackwell en verschijnt 6 keer per jaar.
Het tijdschrift is ontstaan in 2003 bij de splitsing van het in 1989 opgerichte tijdschrift Concepts in Magnetic Resonance in de delen A en B.